# Хоффман, Ричард (пианист)
Ричард Хоффман (англ. Richard Hoffman; 24 мая 1831, Манчестер — 17 августа 1909, Маунт-Киско, штат Нью-Йорк) — британско-американский композитор и пианист.
В юные годы учился в Англии и Европе, занимаясь под руководством Франца Листа, Сигизмунда Тальберга, Антона Рубинштейна, Игнаца Мошелеса, Теодора Дёлера и Леопольда де Мейера. В 16-летнем возрасте перебрался в США, где и провёл всю жизнь, сохранив, однако, британское гражданство.
Дебютировал в Нью-Йорке исполнением соль-минорного концерта Феликса Мендельсона. В начале 1850-х гг. сопровождал в качестве концертмейстера Дженни Линд в её американском турне. Позднее много концертировал в Нью-Йорке, в том числе с Нью-Йоркским филармоническим оркестром, выступал в дуэте с Луи Моро Готтшалком.
Автор многочисленных фортепианных пьес, а также песен и гимнов. В 1910 г. опубликовал книгу воспоминаний (англ. Some Musical Recollections of Fifty Years).